# Basilia nudior
Basilia nudior är en tvåvingeart som beskrevs av Hurka 1972. Basilia nudior ingår i släktet Basilia och familjen lusflugor. Inga underarter finns listade i Catalogue of Life.